# 張集
張集（？年—？年），字汝思，别號元泉，直隸晋州人，明朝政治人物。

## 生平
正德十四年（1519年）甲子科順天乡试第四十八名舉人，嘉靖二年（1523年）癸未科進士，授博兴县知县，调江阴县。秩满，升工部主事，历员外、郎中，以帝王庙工成，升賞有差。改兵部车驾司郎中，又改吏部郎中，出知饶州府。嘉靖十九年因考察不及格，被革职为民。